# Знаки почтовой оплаты СССР (1969)
Зна́ки почто́вой опла́ты СССР (1969) — перечень (каталог) знаков почтовой оплаты (почтовых марок), введённых в обращение дирекцией по изданию и экспедированию знаков почтовой оплаты Министерства связи СССР в 1969 году.

## Список коммеморативных (памятных) марок
Порядок следования элементов в таблице соответствует номеру по каталогу марок СССР (ЦФА), в скобках приведены номера по каталогу «Михель».
| № по каталогу                        | Изображение | Описание и источники | Номинал   | Дата выпуска         | Тираж     | Художник                                                |
| ------------------------------------ | ----------- | --- | --------- | -------------------- | --------- | ------------------------------------------------------- |
| (ЦФА [АО «Марка»] № 3815) (Mi #3689) |             | Сцепка «Русские народные сказки в произведениях И. Я. Билибина»: - Русская народная сказка «Василиса Прекрасная». Василиса встречает белого всадника. | 0,04 руб. | 20 ноября 1969 года  | 1 000 000 | Иван Билибин, оформление коллектива художников Госзнака |
| (ЦФА [АО «Марка»] № 3816) (Mi #3690) |             | Сцепка «Русские народные сказки в произведениях И. Я. Билибина»: - «Марья Моревна». Иван-царевич встречает «рать-силу побитую».                       | 0,10 руб. | 20 ноября 1969 года  | 1 000 000 | Иван Билибин, оформление коллектива художников Госзнака |
| (ЦФА [АО «Марка»] № 3817) (Mi #3691) |             | Сцепка «Русские народные сказки в произведениях И. Я. Билибина»: - А. С. Пушкин. «Сказка о Золотом Петушке». Царь Додон и Шемахинская царица.         | 0,16 руб. | 20 ноября 1969 года  | 1 000 000 | Иван Билибин, оформление коллектива художников Госзнака |
| (ЦФА [АО «Марка»] № 3818) (Mi #3692) |             | Сцепка «Русские народные сказки в произведениях И. Я. Билибина»: - Русская народная сказка «Финист — Ясный Сокол». Отъезд отца на ярмарку.            | 0,20 руб. | 20 ноября 1969 года  | 1 000 000 | Иван Билибин, оформление коллектива художников Госзнака |
| (ЦФА [АО «Марка»] № 3819) (Mi #3693) |             | Сцепка «Русские народные сказки в произведениях И. Я. Билибина»: - А. С. Пушкин. «Сказка о царе Салтане». Гвидон с царицей любуются новым городом.    | 0,50 руб. | 20 ноября 1969 года  | 1 000 000 | Иван Билибин, оформление коллектива художников Госзнака |
| (ЦФА [АО «Марка»] № 3836) (Mi #3699) |             | «С Новым, 1970 годом!»: - Барельеф В. И. Ленина. | 0,04 руб. | 25 декабря 1969 года | 5 000 000 | Юрий Арцименев                                          |

## Комментарии
1. ↑  Ниже приведён перечень памятных художественных марок (с возможностью сортировки по номиналу, тиражу и дате введения в обращение).
2. ↑  Сцепка «Русские народные сказки в произведениях И. Я. Билибина»: на многоцветной марке  (ЦФА [АО «Марка»] № 3815) — русская народная сказка «Василиса Прекрасная». Василиса встречает белого всадника. Экспериментальный выпуск. Офсет на мелованной бумаге с цветным фоном и лаковым покрытием, перфорирована: линейная зубцовка 12½ (на каждые 2 сантиметра края марки приходится 12½ зубцов). В марочных листах 20 (5×4) — по четыре горизонтальные сцепки из пяти марок[2][6][7].
3. ↑  Сцепка «Русские народные сказки в произведениях И. Я. Билибина»: на многоцветной марке  (ЦФА [АО «Марка»] № 3816) — русская народная сказка «Марья Моревна». Иван-царевич встречает «рать-силу побитую». Экспериментальный выпуск. Офсет на мелованной бумаге с цветным фоном и лаковым покрытием, перфорирована: линейная зубцовка 12½ (на каждые 2 сантиметра края марки приходится 12½ зубцов). В марочных листах 20 (5×4) — по четыре горизонтальные сцепки из пяти марок[2][6][7].
4. ↑  Сцепка «Русские народные сказки в произведениях И. Я. Билибина»: на многоцветной марке  (ЦФА [АО «Марка»] № 3817) — «Сказка о Золотом Петушке». Царь Додон и Шемахинская царица. Экспериментальный выпуск. Офсет на мелованной бумаге с цветным фоном и лаковым покрытием, перфорирована: линейная зубцовка 12½ (на каждые 2 сантиметра края марки приходится 12½ зубцов). В марочных листах 20 (5×4) — по четыре горизонтальные сцепки из пяти марок[2][6][7].
5. ↑  Сцепка «Русские народные сказки в произведениях И. Я. Билибина»: на многоцветной марке  (ЦФА [АО «Марка»] № 3818) — русская народная сказка «Финист — Ясный Сокол». Отъезд отца на ярмарку. Экспериментальный выпуск. Офсет на мелованной бумаге с цветным фоном и лаковым покрытием, перфорирована: линейная зубцовка 12½ (на каждые 2 сантиметра края марки приходится 12½ зубцов). В марочных листах 20 (5×4) — по четыре горизонтальные сцепки из пяти марок[2][6][7].
6. ↑  Сцепка «Русские народные сказки в произведениях И. Я. Билибина»: на многоцветной марке  (ЦФА [АО «Марка»] № 3819) — «Сказка о царе Салтане». Гвидон с царицей любуются новым городом. Экспериментальный выпуск. Офсет на мелованной бумаге с цветным фоном и лаковым покрытием, перфорирована: линейная зубцовка 12½ (на каждые 2 сантиметра края марки приходится 12½ зубцов). В марочных листах 20 (5×4) — по четыре горизонтальные сцепки из пяти марок[2][6][7].
7. ↑  Новогодняя марка «С Новым, 1970 годом!»: на многоцветной марке  (ЦФА [АО «Марка»] № 3836) — Барельеф В. И. Ленина на фоне красного знамени, текст «С Новым годом — годом столетия со дня рождения В. И. Ленина!». Разновидность  (ЦФА [АО «Марка»] № 3836А) на сером фоне. Офсетная печать в сочетании с типографской печатью на мелованной бумаге, перфорирована: гребенчатая зубцовка 11½ (на каждые 2 сантиметра края марки приходится 11½ зубцов). В марочных листах 35 (5×7)[2][8][9].